# Клаудіа Акунья
Клаудіа Акунья (нар. 31 липня 1971, Сантьяго, Чилі) — чилійська співачка.

## Дискографія
- Wind from the South (2000)
- Rhythm of Life (2002)
- Luna (2004)
- In These Shoes (2008)
- En Este Momento (2009)